# 安格萊斯山

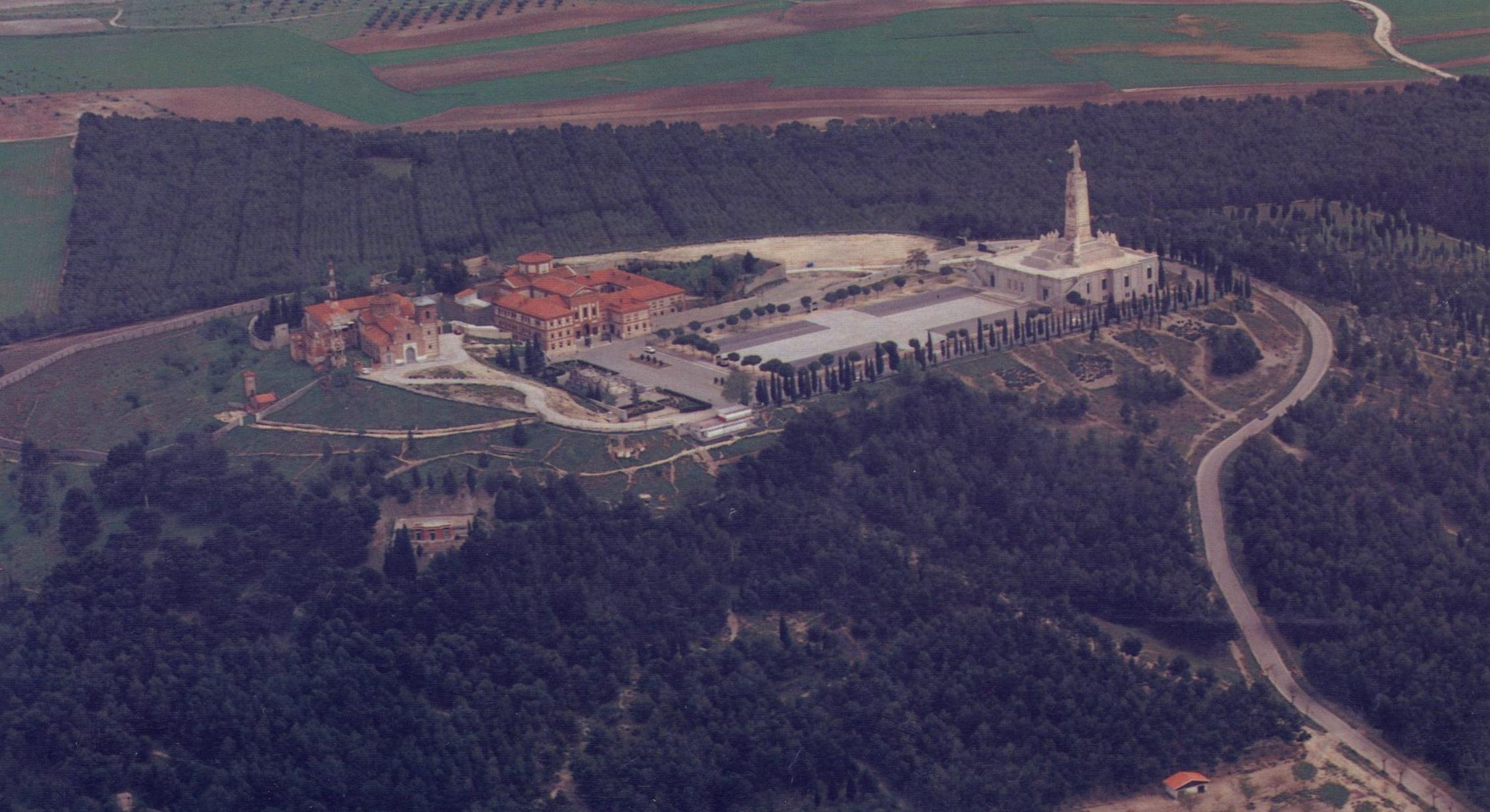

安格萊斯山是西班牙的山峰，位於該國中部馬德里自治區的赫塔費，處於伊比利亞半島，距離首都馬德里約10公里，海拔高度666米。